# Papitz (Schkeuditz)
Papitz ist ein Ortsteil der Großen Kreisstadt Schkeuditz im Landkreis Nordsachsen nordwestlich von Leipzig gelegen im Nordwesten Sachsens. 

## Geografie

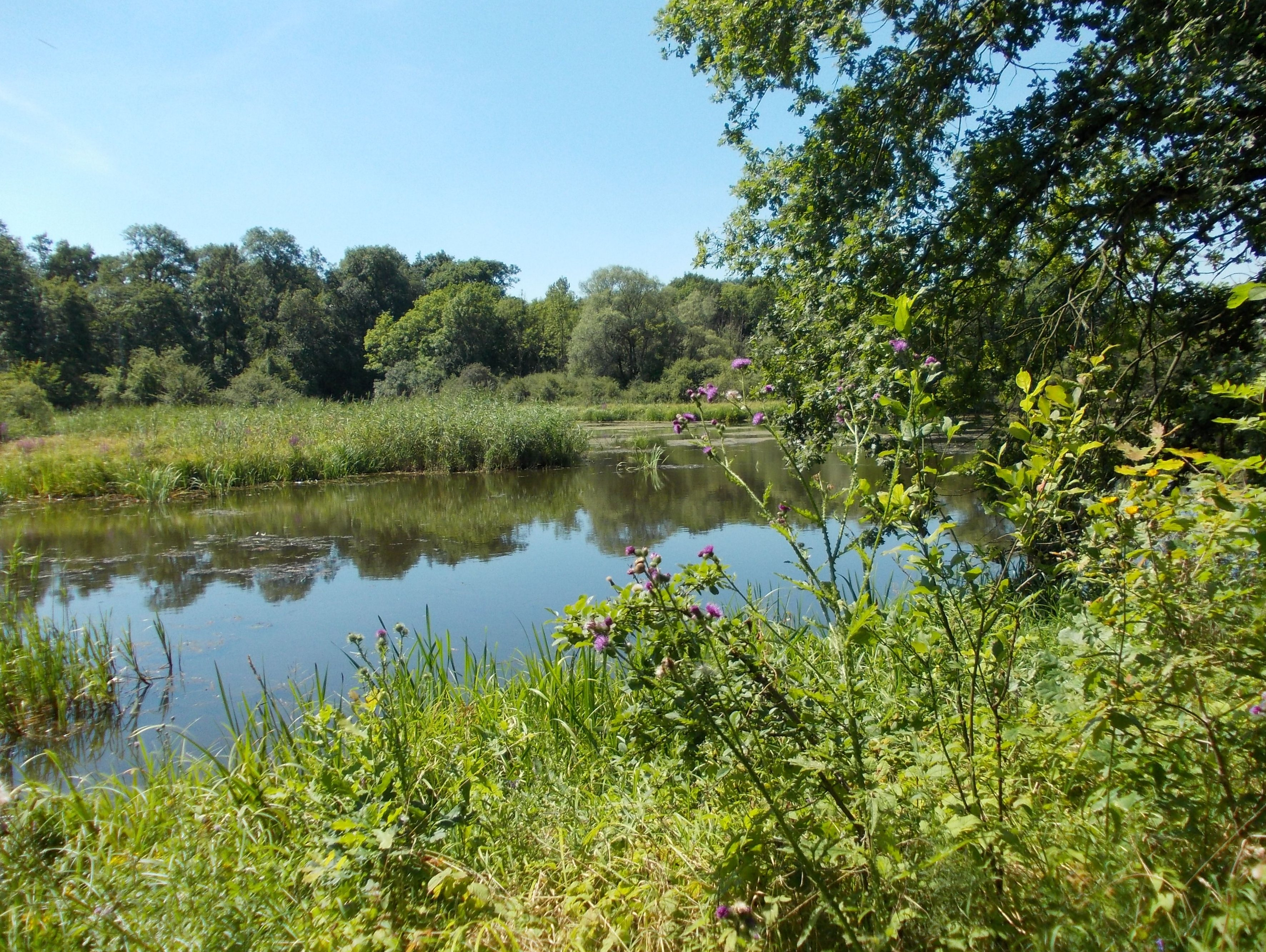
Papitzer Lachen

Papitz liegt östlich des Schkeuditzer Zentrums, im Westen grenzt es an den Ortsteil Altscherbitz und im Osten an Modelwitz. Des Weiteren liegt Papitz nördlich der Weißen Elster und des Leipziger Auwalds. Im Süden von Papitz befinden sich die Papitzer Lehmlachen. Sie sind Teil des Naturschutzgebietes Luppeaue.

## Geschichte
Erste Erwähnung fand das Dorf unter der Bezeichnung Popewitz, woraus Ende des 15. Jahrhunderts Papitz wurde. Zwischenzeitlich Popitz genannt, hieß es seit 1791 wieder Papitz. Der Ort lag bis 1815 im hochstift-merseburgischen Amt Schkeuditz, das unter kursächsischer Oberhoheit stand.
Durch die Beschlüsse des Wiener Kongresses wurde Papitz mit dem Westteil des Amts Schkeuditz im Jahr 1815 an Preußen abgetreten und gehörte damit verwaltungsmäßig zum  Kreis Merseburg im gleichnamigen Regierungsbezirk der preußischen Provinz Sachsen.
1929 wurde Papitz nach Schkeuditz eingemeindet, mit dem sie im Jahr 1952 zum Kreis Leipzig-Land im Bezirk Leipzig, 1994 zum Landkreis Leipziger Land, 1999 zum Landkreis Delitzsch und 2008 zum Landkreis Nordsachsen kam.

## Infrastruktur

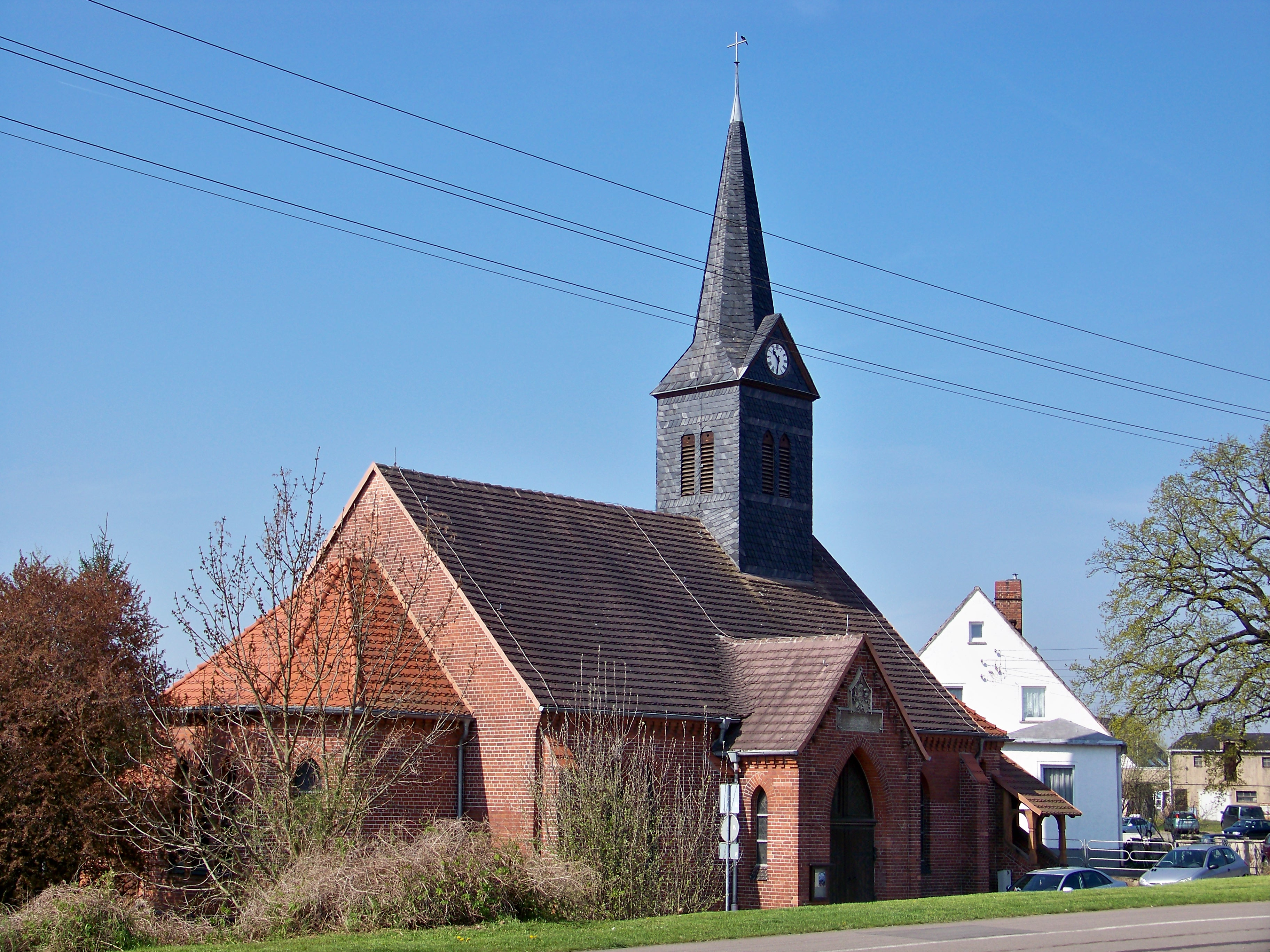
Kreuzkirche in Papitz

Papitz liegt rechts und links von der Äußeren Leipziger Straße, der ehemaligen B 6. Die Straßenbahnlinie 11 der LVB und der PlusBus 207 bedienen den Ortsteil. Es gilt der Tarif des Mitteldeutschen Verkehrsverbunds. Durch Papitz führen der Elster-Radweg und der Grüne Ring Leipzig.
In Papitz befinden sich der Zentralfriedhof von Schkeuditz und die Kreuzkirche der Evangelischen Kreuzgemeinde Schkeuditz-Ost.